# 犬王 (映画)
『犬王』（いぬおう）は、湯浅政明監督による日本の長編アニメーション映画。南北朝から室町期に活躍した能楽師・犬王に題材をとった古川日出男の2017年の小説『平家物語 犬王の巻』を原作としたミュージカルアニメで、サイエンスSARUが制作を務めた。能楽を題材に、湯浅政明が室町時代に人々を魅了した実在の能楽師・犬王を、ポップスターとして描いた作品で、湯浅にとっては初の時代劇となる。
当初は2021年に公開する予定だったが、2022年初夏に延期され、5月28日に公開された。海外では日本公開前の2020年から各国の映画祭などで上映され、日本では2021年11月3日開催の東京国際映画祭のジャパニーズ・アニメーション部門で初公開された。

## あらすじ
乗用車が行きかう現代の交差点で、琵琶を弾き語る不気味な風体の男がいる。
その演奏と共に時がさかのぼり、三代将軍足利義満が南北朝の統一（北朝による一統化）を目指していた室町時代初期。京の都の猿楽の一座（比叡座）に生まれた子、犬王はその異形の姿から周囲に疎まれ、顔を瓢箪の面によって隠されて育つ。父に忌み嫌われる犬王は、芸の修業からは外されていたが、自ら舞や唄を身に付け、その才能は兄たちを上回っていた。一方、壇ノ浦に生まれた漁師の息子・友魚（ともな）の父の元に京から侍が訪れ、源平の合戦で海に沈んだ天叢雲剣を引き揚げるよう代価を見せて依頼する。友魚は引き揚げ作業に同行するが、鞘から剣が引き抜かれたその瞬間、父は剣の呪いを受けて体が真っ二つに裂け死亡し、友魚も盲目となった。大黒柱を突然失い、跡取りである息子も失明したことから友魚の家は没落し、母親もまた衝撃で正気を失う。
恨みを抱えて亡霊となった父の声に従い、友魚は父の仇となった剣引き上げの依頼主を探すべく京へと赴くが、その道中、宮島で知り合った琵琶法師・谷一に弟子入りし、2年以上にわたり、ともに諸国を遊行する。その間に成長して琵琶法師となった友魚は、平家の隠れ里へ赴いてまだ語られていない物語を知り、新たな平曲を産み出すという夢を抱くようになっていた。しかし旅の途中で、京では独自の平曲を語る琵琶法師が相次いで殺されていると耳にする。上京した友魚は谷一の所属する「覚一座」に入り、「友一（ともいち）」の名を与えられた。
ある夜、自分の異形の姿で人々を驚かし楽しんでいた犬王は、盲目のため彼の異形に気づかない友魚と出会い、舞と演奏を共演した二人は意気投合する。犬王と友一は成仏できないでいる平家の魂たちと接することができ、犬王は彼らの声に従って誰も語ったことのない『平家物語』を奇想天外な仕掛けとともに舞い踊り、友一は犬王の身の上をやはり既存の琵琶語りとは大きく異なる演奏で紹介した。奇抜な二人の演舞と演奏は京の人々から絶大な人気を集める。犬王が新しい舞を演じるごとに、体の異形の部分は一つずつ通常の人体へと変じていった。
友一はやがて「覚一座」を出て名前を「友有（ともあり）」と改め、「友有座」の名称で独自に活動を始める。髪を伸ばして遊女の衣をまとい、顔に化粧も施す友有に「覚一座」の法師からは非難めいた声も出たが、座をまとめる覚一に次ぐ実力者の定一は理解を示した。
犬王の人気は上がり続け、ついに将軍義満から演舞の披露が依頼される。ただ、幕府側は上演に当たって犬王が最後に直面（ひためん）で演じることを条件とした。このとき犬王の顔はまだ異形のままだった。しかし犬王はこれを受け入れ、友有の琵琶と共演することを認めさせる。犬王の父は自分ではなく犬王が舞うことに激しい嫉妬を燃やす。
義満の北山の邸で上覧演舞が始まる。周囲が皆既日食の闇に包まれる中、犬王は舞い踊る。しかし演舞を続けても普段のように平家の魂が成仏していかないという違和を犬王は友有に告げる。友有は想念の世界で過去に遡り、犬王が生まれる前後に起きたことを見る。それは次のような経緯だった。
芸道の上達を求めた犬王の父は魔力を持つ能面に頼り、能面の命じるまま独自の平曲を持つ琵琶法師を殺害し、魔力でその曲を自分のものとしていた。だが犬王の父はさらなる精進を望み、能面は代償としてまだ母の胎内にいた犬王を求める。この取引により、犬王は異形の姿で生まれたのだった（犬王の母は、胎内の犬王が異形の姿に変えられていく過程で苦しみ出し、立ったまま犬王を産み落として力尽きた）。
一方、犬王の演舞を見る犬王の父は、能面の精に犬王を潰せと命じる。しかし、かつて代償として与えた犬王を潰せというのは筋が違うと能面は拒否し、逆に犬王の父を魔力で殺す。犬王の父が消えた後、演舞の最後で面（おもて）を取った犬王は、人間の青年の顔を現す。
その後、犬王を引見した義満は、今後は覚一による定本以外の平曲は舞わないことと、琵琶法師との交際を絶つことを犬王に指示する。南北朝が統一されようという今、覚一座から独立して新たな道を進もうとする友有座のあり方は、統一の逆の象徴であり、足利氏の天下統一に水を差す存在として義満の不興を買っていたのだ。犬王が従わない場合は琵琶法師の首を河原に晒すという義満の言葉を聞き、犬王はこれまでの自分の舞と友有座との付き合いを捨て去ることに同意する。
以降、幕府は友有座に弾圧を加え、座のメンバーは次々に捕縛される。幕吏に追われた友有は、「当道座」と名を改めた「覚一座」に逃げ込む。定一は友有に「自分は当道座の友一だと名乗れ」と勧めるが、自分の曲を歌うと主張する友有は拒む。友有は一度は幕吏から逃がれたものの、等持院の足利尊氏墓前で、足利氏による剣引き上げの依頼によって家が滅びた恨みを琵琶とともに歌っているところを捕らえられる。捕えられてもなお演奏をやめなかったため、友有は琵琶を弾く左右の腕を順に切り落とされた後、最期に自分の最初の名「友魚」を叫んで斬首される。
犬王はその後も義満の下で舞うが、後世において彼の曲は一曲も残らず、その名のみが残る。
時は再び現代、都会の交差点をバックに琵琶の演奏を続ける男の場面に戻る。その正体は、切り落とされた両腕と首のみの姿で地縛霊と化した友有だった。そんな彼の目の前に、犬王の魂が姿を表す。曰く「最期に名前が変わったため、友有として探すことができず見つけるのに600年かかった」という。再会した二人は、出会った頃の姿に戻って再会を喜び合いながら天に昇っていった。

## 登場人物
犬王（いぬおう）
声 - アヴちゃん（女王蜂）
物語の主人公。「犬王」の名は自らが付けて名乗った設定。演舞を通じて異形の姿から次第に人間の体を取り戻していく。作中の中盤までは、ヒョウタンの実を割って作った面（目の箇所に穴がある）を顔に被っている。
友魚（ともな）
声 - 森山未來
物語のもう一人の主人公。作中で名前は「友一（ともいち）」「友有（ともあり）」と変わる。
足利義満（あしかが よしみつ）
声 - 柄本佑
室町幕府第3代将軍。南北朝の統一が近づくと、異本の平曲を禁じるべきという考えを抱く。
犬王の父
声 - 津田健次郎
猿楽の一座・比叡座の棟梁で犬王の実父。
友魚の父
声 - 松重豊
友魚の実父。宝剣の呪いに命を落とし、亡霊となって友魚に復讐を命じる。しかし友魚の名が変わるたびに小さくなってしまい、最終的に復讐を諦め成仏した。
谷一
声 - 後藤幸浩
「覚一座」に所属する琵琶法師。旅先の厳島神社で友魚と会い、弟子にする。友有が幕吏に捕まりそうになったときには、助けようと身を挺して刃に倒れた。
覚一（かくいち）
声 - 本多力
「覚一座」の検校で座の長老。『平家物語』の正本を編纂している。
定一
声 - 山本健翔
「覚一座」で覚一に次ぐ地位にある琵琶法師。
藤若（ふじわか）
声 - 吉成翔太郎
少年猿楽師で、美貌と舞の優雅さで義満に贔屓にされている。後の世阿弥。
業子（なりこ）
声 - 松岡美里
足利義満の正室（御台所）。犬王の演舞のファンになる。
平家の亡霊
声 - 大友良英
古い面
声 - 片山九郎右衛門・谷本健吾・坂口貴信・川口晃平
犬王の父が所蔵する能面。何かを代償として芸道を授ける力を持つ。

## スタッフ
| 監督                         | 湯浅政明 |
| 原作                         | 古川日出男『平家物語 犬王の巻』 |
| 脚本                         | 野木亜紀子 |
| キャラクター原案             | 松本大洋 |
| 音楽                         | 大友良英 |
| 総作画監督                   | 亀田祥倫、中野悟史 |
| キャラクター設計             | 伊東伸高 |
| メインアニメーター           | 松本憲生 |
| 演出                         | 山代風我 |
| 作画監督                     | 榎本柊斗、前場健次、松竹徳幸、向田隆、福島敦子、名倉靖博、針金屋英郎、増田敏彦、伊東伸高 |
| 演出補佐                     | 前場健次、木山瑞嬉、木下絵李、藤倉拓也、長友孝和 |
| 作画監督補佐                 | 小磯由佳、村上泉、木山瑞嬉、今井史枝、関川成人、坂田駿、神林荘汰、AZUSA |
| プロップデザイン             | 前場健次、木山瑞嬉、木下絵李 |
| 美術監督                     | 中村豪希 |
| 色彩設計                     | 小針裕子 |
| 撮影監督                     | 関谷能弘 |
| 特殊撮影                     | 原田祥子 |
| 編集                         | 廣瀬清志 |
| 音響監督                     | 木村絵理子 |
| 音響効果                     | 中野勝博 |
| 録音                         | 今泉武 |
| 音響制作                     | 東北新社 |
| 歴史監修                     | 佐多芳彦 |
| 能楽監修                     | 宮本圭造 |
| 能楽実演監修                 | 亀井広忠 |
| 琵琶監修・作譜               | 後藤幸浩 |
| 原画                         | 村上泉、堀剛史、西垣庄子、河野悦子、榎本柊斗、関川成人、小林直樹、前場健次、朝来昭子、Abel Gongora、数井浩子、村田理、下司祐也、今井史枝、月田文律、和田高明、北澤康幸、増田伸孝、鄧佳湄、森慶彦、オグロアキラ、モコちゃん、村越麻海、木下絵李、R Makoto Matsumura、江﨑好絵、星夢乃、太田琴美、吉岡春野、Nick McKergow、Joan Chung、鈴木博文、向田隆、名倉靖博、亀田祥倫、末吉裕一郎 |
| 製作                         | 佐野真之、岩上敦宏、川口典孝、陳金歓、森田圭、Eunyoung Choi、大澤弘之、鈴木貴幸、奥村景二 |
| エグゼクティブプロデューサー | 遊佐和彦、三宅将典 |
| プロデューサー               | 竹内文恵、淀明子、Eunyoung Choi |
| 共同プロデューサー           | 有田真代、石川達也、程育海 |
| 音楽プロデューサー           | 佐々木次彦 |
| アニメーションプロデューサー | 崎田康平 |
| アニメーション制作           | サイエンスSARU |
| 製作                         | 『犬王』製作委員会 （アスミック・エース、アニプレックス、コミックス・ウェーブ・フィルム、OCE、KDDI、サイエンスSARU、MIXI、Filmarks、日本出版販売） |
| 後援                         | 京都市 |
| 助成                         | 文化庁文化芸術振興費補助金（国際共同製作映画） |
| 配給                         | アニプレックス、アスミック・エース |

## 挿入歌
- 「独言」（アヴちゃん）
- 「腕塚」（アヴちゃん）
- 「鯨」（アヴちゃん）
- 「竜中将」（アヴちゃん、森山未來）

## 制作
2019年6月12日にアスミック・エースより本作の制作が発表された。
原作は、世阿弥と人気を二分した能楽師・犬王の実話をもとに、軍記物の名作『平家物語』の現代語訳を手掛けた古川日出男によってその『平家物語』に連なる物語として書かれたもの。題材となった犬王は、同時代を生きた観阿弥、世阿弥とともに、三代将軍足利義満の愛顧を受け、二者よりも贔屓にされていたと言われている。しかし、その作品は現存しておらず、『平家物語』にも「後世に多大な影響を与えた」「作品はいっさい既存していない」と記されている。古川は、歴史にはわずかにしか書き記されていないその『犬王』という猿楽師を大胆に解釈して物語を作り上げた。
湯浅のもとにオファーが来た時、犬王は当時のポップスターであったと説明され、一緒にロックアーティストの写真も添えられていたことで、彼は本作の企画に興味を抱いた。湯浅は「逆境の中で育った犬王と友魚が這い上がろうとしている姿が魅力的だった。室町時代という出自を超えて這い上がっていくことが難しい時代の中で、困難をものともしない犬王の明るさに魅力を感じた。今の時代に犬王のような明るいキャラクターを見せることで、勇気をもらえるのではないかと思った」と語った。また、「歴史の話というと、現在残っているものから想像する世界がすごく狭い。音楽に関しても、芸能に関しても、人々に関しても、もっと広いイメージが有るべきだと思っていた」と作品企画が自身の考えに合致したことも興味を引かれた一因であると述べている。 
2020年6月15日にメインスタッフが発表された。テレビアニメ『ピンポン THE ANIMATION』で湯浅とタッグを組み、原作の装画も手掛ける漫画家の松本大洋がキャラクター原案を担当。デザインに関して、松本へのオーダーは「できるだけ自由にやって欲しい」というものだった。その一方で犬王と友魚に関しては細かいやり取りを行い、2人の主人公は出来るだけ若くしたいということや、犬王の形が変わっていくというのを映画としてどう見せるかということについて話し合った。また、キャラクターデザインと作画監督を多くの湯浅監督作品でタッグを組んできた伊東伸高、美術監督を『ねこぢる草』の中村豪希、メインアニメーターを『四畳半神話大系』『映像研には手を出すな!』などの湯浅監督作品に参加した松本憲生が担当。脚本は、それまで『逃げるは恥だが役に立つ』『アンナチュラル』『MIU404』などテレビドラマや実写映画を中心に手掛け、2019年には向田邦子賞、市川森一賞をダブル受賞した野木亜紀子が初めてアニメーションに挑んでいる。
2021年7月27日、音楽を『あまちゃん』で知られる大友良英が担当すること、そして主演声優として犬王をロックバンド「女王蜂」のアヴちゃん、友魚を森山未來が演じることが発表された。音楽については、琵琶の音色とロック・ミュージカルを融合させたものとなっている。湯浅がイメージしたのはディープ・パープルやクイーンのような現代のロックだったが、それを琵琶の音を使って作るというところで苦労している大友のためにストーリーボードとムービーが用意された。音楽が出来上がると、歌入れの時にアヴちゃんが歌詞をまとめ、森山未來の歌唱や大友のコーラスが追加されて歌が完成した。昔の音楽から始まり、犬王が踊っているうちにそれが徐々に変わり、ダンスも「雨に唄えば」のようなものがあったりと色々なものが混ざって行き、それに伴ってキャストの二人も1970年代や1980年代のロックミュージシャンのイメージを入れて歌っている。
湯浅は「音楽の根源は、歌って踊って神様に捧げるような興奮がある。だからみんなにもっと踊ってもらいたいという気持ちがある」と自身の作品に音楽的リズムを刻んでいる理由を解説し、「『犬王』でもみんなもっと素直に頭を動かしたり、リズムに乗ったりしてほしい」と発言している。
作画面の総作画監督は本作が湯浅作品初参加となる亀田祥倫と中野悟史によるダブル体制となった。作画監督には『映像研には手を出すな!』で原画・メカデザインとして参加した榎本柊斗、前場健次、『テイルズ オブ シリーズ』の松竹徳幸、『ボールルームへようこそ』の向田隆、『ポポロクロイス物語』の福島敦子、『メトロポリス』の名倉靖博、『映画クレヨンしんちゃんシリーズ』の針金屋英郎、『スーパーマン』の増田敏彦が伊東と共同でそれぞれ作画監督を担当。

## 公開

### 日本国内
全国劇場公開は当初、2021年に予定されていたが、2022年初夏に延期された。
2021年、第34回東京国際映画祭のジャパニーズ・アニメーション部門に正式出品され、11月3日にジャパンプレミア上映を開催した。
2022年3月14日、最新の予告映像と共に日本公開が5月28日に正式決定した。

### 海外
2020年、初のオンライン開催となるフランスのアヌシー国際アニメーション映画祭 2020内のプログラム「Work in Progress」に選出され、上映された。
2021年、第78回ヴェネチア国際映画祭のオリゾンティ・コンペティション部門に選出され、ワールドプレミアとして披露されたが、受賞は逃した。日本の長編2Dアニメーション作品が同部門に選出されるのは今回が初となる。同年、第46回トロント国際映画祭のスペシャル・プレゼンテーション部門に正式出品され、北米プレミアとなる公式上映が行われた。日本の長編アニメーションが選出されたのは、2013年の『風立ちぬ』、2019年の『天気の子』以来。同年、釜山国際映画祭で上映された。
2022年に第51回ロッテルダム国際映画祭での上映と第49回アングレーム国際漫画祭でのプレミア上映が実施されると発表された。
2023年、「第80回ゴールデングローブ賞」のアニメ映画賞にノミネートされたが、受賞には至らなかった。
同年、「第50回アニー賞」長編インディペンデント作品賞に、脚本を手がけた野木が脚本賞にノミネートされた。

## 出品された映画祭
- 第78回ヴェネツィア国際映画祭
- トロント国際映画祭
- 釜山国際映画祭
- ワルシャワ国際映画祭
- 東京国際映画祭
- 富川国際アニメーション映画祭
- ブカレスト国際アニメーション映画祭
- シアトル国際映画祭
- 第12回北京国際映画祭
- 第46回香港国際映画祭

## 評価

### 受賞・ノミネート
| 年   | 賞                               | 部門                                   | 対象               | 結果       | 出典          |
| ---- | -------------------------------- | -------------------------------------- | ------------------ | ---------- | ------------- |
| 2021 | 富川国際アニメーション映画祭     | 長編コンペティション部門特別優秀賞     | 犬王               | 受賞       | [ 28 ]        |
| 2022 | ファンタジア国際映画祭           | アニメーション部門（今敏賞）長編作品賞 | 犬王               | 受賞       | [ 29 ]        |
| 2022 | シッチェス・カタロニア国際映画祭 | タイムマシン賞                         | 湯浅政明           | 受賞       | [ 30 ]        |
| 2022 | フューチャーフィルム映画祭       | 最優秀長編映画賞                       | 犬王               | 受賞       | [ 31 ]        |
| 2022 | 第27回フロリダ映画批評家協会賞   | アニメ映画賞                           | 犬王               | ノミネート | [ 32 ]        |
| 2022 | 第47回報知映画賞                 | アニメ作品賞                           | 犬王               | ノミネート | [ 33 ]        |
| 2023 | 第80回ゴールデングローブ賞       | アニメ映画賞                           | 犬王               | ノミネート | [ 34 ] [ 35 ] |
| 2023 | 国際シネフィル協会賞             | アニメ映画賞                           | 犬王               | ノミネート | [ 36 ]        |
| 2023 | 第27回サテライト賞               | アニメーション・ミックスメディア映画賞 | 犬王               | ノミネート | [ 37 ] [ 38 ] |
| 2023 | 第77回毎日映画コンクール         | アニメーション映画賞                   | 犬王               | ノミネート | [ 39 ]        |
| 2023 | 第77回毎日映画コンクール         | 大藤信郎賞                             | 犬王               | 受賞       | [ 40 ]        |
| 2023 | 第77回毎日映画コンクール         | 音楽賞                                 | 大友良英           | ノミネート | [ 41 ]        |
| 2023 | 第50回アニー賞                   | 長編インディペンデント作品賞           | 犬王               | ノミネート | [ 42 ]        |
| 2023 | 第50回アニー賞                   | 長編作品脚本賞                         | 野木亜紀子         | ノミネート | [ 42 ]        |
| 2023 | 第46回日本アカデミー賞           | 優秀アニメーション作品賞               | 犬王               | 受賞       | [ 44 ]        |
| 2023 | VFX-JAPANアワード 2023           | 劇場公開アニメーション映画部門優秀賞   | 犬王               | 受賞       | [ 45 ]        |
| 2023 | 新潟国際アニメーション映画祭     | 大川＝蕗谷賞                           | 亀田祥倫、中野悟史 | 受賞       | [ 46 ]        |

## 関連商品

### 書籍
- 月刊ニュータイプ（編）『犬王 アニメーションガイド』KADOKAWA、2022年8月5日